# Toute seule (film)
Pour les articles homonymes, voir Toute seule et All by Myself.
Toute seule (All by Myself) est une comédie américaine réalisée par Felix E. Feist, sortie en 1943.

## Fiche technique
- Titre français : Toute seule[1]
- Titre original : All by Myself
- Réalisation : Felix E. Feist
- Scénaristes : Dorothy Bennett, Link Hannah, Howard Snyder, Hugh Wedlock Jr.
- Producteurs : Bernard W. Burton
- Directeur de la photographie : Paul Ivano
- Montage : Charles Maynard
- Direction artistique : Ralph M. DeLacy, John B. Goodman
- Décors : Russell A. Gausman
- Costumes : Vera West
- Ingénieur du son : Bernard B. Brown, Edwin Wetzel
- Musique : Hans J. Salter, Frank Skinner
- Société de Production : Universal Pictures
- Durée : 68 minutes
- Pays de production :  États-Unis
- Langue : Anglais
- Couleur : Noir et Blanc
- Format : 1,37 : 1
- Son : Mono (Western Electric Recording)
- Genre : comédie
- Date de sortie : 
  - États-Unis : 11 juin 1943
  - France : 26 avril 1946[1]

## Distribution
- Rosemary Lane : Val Stevenson
- Evelyn Ankers : Jean Wells
- Patric Knowles : Dr Bill Perry
- Neil Hamilton : Mark Turner
- Grant Mitchell : J.D. Gibbons
- Louise Beavers : Willie
- Ted Fraser : Tap (danseur)
- Samuel Green : Tip (danseur)
- Loumell Morgan
- Ray Winfield : Toe (danseur)
- Sarah Edwards : Mme Vincent

Acteurs non crédités (liste partielle)
- Harry Hayden : M. Blake
- Grace Hayle : Mme Stone
- Spec O'Donnell : Messager